# Люк Кели
Люк Кели (на ирландски: Lúcás Ó Ceallaigh – Лукаш О'Калъй; на английски: Luke Kelly) е ирландски музикант, един от основателите на фолклорната група „Дъблинърс“.

## Биография[1]
Люк Кели е роден в работническо семейство от Дъблин. Израства в квартала Шериф Стрийт (Sheriff Street). Напуска училище на 13 години и започва работа. През 1958 г. заминава за Англия, където работи на различни места. Същевременно се научава да пее и да свири на банджо. След завръщането си в Дъблин през 1962 г. заедно с Рони Дрю, Бърни МакКена и Киърън Бърк създават групата The Dubliners. Кели умира от тумор в мозъка през 1984 г.